# Klotilda
Klotilda je bila ćerka burgundskog kralja Kilperika II, varvarski ubijenog sa suprugom i sinovima 493. godine. Klotilda i njena starija sestra Kroma su preživele taj pokolj, koji je izvršio njen stric Gundobad, brat njenog oca, jedan od trojice braće kraljeva Burgundije. Spas duguje svojoj blagosti i ljupkosti, kojom je osvojila strica, pa joj je dopustio da živi na njegovom dvoru. Ovo ubistvo bilo je delom niz događaja koje su bili povod Burgundskom ratu.
Uskoro je Klotilda izbegla u franačke zemlje. Onda se udala za njihovog kralja Klodviga I. Klodviga je prevela u hrišćansku veru, čemu je navodno pripomogla i njena prijateljica sveta Genoveva. Sa njim se po predanju, nakon velike pobede nad Alemanima 496., pokrstio i ceo narod. No, Klotildin stric Gunbodad je utvrdio položaj na dvoru oko 500. godine. Štaviše, s Klodvigom je uspostavio dobre odnose. Da bi to postigao, prešao je u hrišćanstvo.
Klotilda je preminula u Toursu, 545. g., a sahranjena je u Parizu, uz svog supruga. Proglašena je svetom, a spomendan joj se slavi 3. juna.